# Alliance des libertés
L'Alliance des libertés (ADL) est un ancien parti politique marocain créé par Ali Belhaj le 16 mars 2002 et fusionné en 2008 avec quatre autres partis politiques pour créer le Parti authenticité et modernité (PAM).

## Résultats aux législatives
Lors des élections législatives de 2002, le parti a obtenu quatre sièges sur trois cent vingt-cinq au parlement. Lors des législatives de 2007, l'ADL a obtenu un seul siège sur les trois cent vingt-cinq constituant la chambre basse du parlement marocain.